# تعلق (نحو)
التعلق هو عند أهل العربية نسبة الفعل إلى غير الفاعل.

## أقسام

### التعدية
التعدية في علم النحو والتصريف هي أن لا يقتصر الفعل على التعلق بالفاعل، بل يتعلق بالمفعول أيضا، فهذا المعنى مجاز أو منقول، والتعلق هاهنا بالمعنى اللغوي. وهذا الكلام يشير إلى أن التعدية في اصطلاحهم بمعنى كون الفعل متعديا لا بمعنى جعله متعديا وهو خلاف المتعارف.